# 里奇菲爾德 (康乃狄克州)
里奇菲爾德（英語：Richfield）是一個位於美國康乃狄克州費爾菲爾德縣的城鎮。

## 地理
里奇菲爾德的座標為41°18′19″N 73°30′05″W / 41.30528°N 73.50139°W，而該地的平均海拔高度為201米（即659英尺）。

## 人口
根據2010年美國人口普查的數據，里奇菲爾德的面積為90.60平方千米，當中陸地面積為89.20平方千米，而水域面積為1.40平方千米。當地共有人口24638人，而人口密度為每平方千米271人。